# Министерство финансов Сингапура
Министерство финансов Сингапура отвечает за управление и регулирование финансовых институтов и структур экономики Сингапура. Его возглавляет министр финансов. Основным нормативными документами являются Закон о компаниях, Закон о регистрации бизнеса, Закон о валюте и Закон о бухгалтерах.
В функции Минфина в правительстве входит обеспечение предприятиям, работающим в пределах юрисдикции Сингапура, конкурентоспособности в соответствии с международными стандартами и практикой, в таких областях, как корпоративное право, бухгалтерские стандарты и принципы корпоративного управления.